# 始まりの君へ
「始まりの君へ」（はじまりのきみへ）は、2005年11月2日にリリースされた布施明のシングル。
発売元はエイベックス、販売元はエイベックス・マーケティング・コミュニケーションズ（AVCA-22453）。

## 概要
- 布施明のシングルであり、『仮面ライダー響鬼』の主題歌CDでもある。ジャケットには前作に引き続き、響鬼の姿が起用されているが、「少年よ」と違い番組名の併記はなく、楽曲名と布施明の名前だけ表記されている。
- 「始まりの君へ」は、大人から少年少女へ、かつては子供だった大人たちに宛てた応援歌である。
- セールス的には、累計では前作ほどのヒットにならなかったが、初動売上は前作を超えた。

## 収録曲
1. 始まりの君へ
作詞：藤林聖子 作曲・編曲：佐橋俊彦 （5分04秒）
  - 東映製作・テレビ朝日系列放送の特撮テレビドラマ『仮面ライダー響鬼』後期オープニングテーマ
2. 天駆ける
作曲・編曲：佐橋俊彦 （1分08秒）
  - 『仮面ライダー響鬼』劇中イメージサウンドソング
3. 勇者参見
作曲・編曲：佐橋俊彦 （1分09秒）
  - 『仮面ライダー響鬼』劇中イメージサウンドソング
4. 明日の君へ
作曲・編曲：佐橋俊彦 （1分43秒）
  - 『仮面ライダー響鬼』劇中イメージサウンドソング
5. 始まりの君へ（コーラス入りインスト）